# Cinquedea
La Cinquedea, detta anche Anelace o daga a lingua di bue, è un'arma bianca manesca del tipo spada corta (daga) originatasi nel XV secolo in area veneta, nei dintorni di Ferrara, e poi largamente diffusasi nell'Italia del Rinascimento. Si ritiene possa derivare dalla forma del parazonium romano.

## Costruzione
Il nome deriva dalla misura della larghezza della lama ("cinque dita") nella parte più vicina all'elsa: tale dimensione, maggiore del consueto se rapportata alla modesta lunghezza (circa 45–55 cm), si restringe notevolmente verso la punta conferendo alla lama una forma triangolare.
Talvolta la lama molto pesante rispetto alle altre spade veniva alleggerita con una o più scanalature profonde (sgusci), lasciando nervature che ne aumentano le caratteristiche meccaniche a parità di materiale utilizzato; spesso l'arma è inoltre abbellita da delle decorazioni di gusto tipicamente rinascimentale realizzate mediante le tecniche dell'ageminatura e della damaschinatura.

La decorazione spesso ricopriva anche l'elsa e l'impugnatura, che potevano essere ugualmente in metallo o anche in legno o avorio. Il guardamano era di tipica foggia medievale, cioè costituito da una barra di metallo concava orientata verso la punta.

## Storia
Molto probabilmente il loro uso era limitato alle parate e alla esibizione da parte dei signori, potendo avere insieme le funzioni deterrenti del pugnale e della spada. A cagione della sua grande diffusione presso le corti rinascimentali italiane, è arma ampiamente rappresentata nei musei e nelle collezioni della penisola, in particolare, e del mondo. Spiccano per il loro repertorio di cinquedee il Museo Stibbert di Firenze, il Museo Civico Medievale di Bologna, l'Armeria Reale di Torino, il Museo Correr di Venezia e il Museo Archeologico dell'Alto Mugello di Palazzuolo sul Senio. Celebre è la cinquedea di Cesare Borgia decorata da Ercole dei Fedeli e conservata alla Casa Caetani a Roma.